# Château de l'Aubinière
Le Château de l'Aubinière est un château français situé à Arquenay, dans le département de la Mayenne et la région des Pays de la Loire.

## Historique
Il s'agit d'un fief d'Arquenay. Le château est indiqué par Hubert Jaillot. La façade donnant sur le potager, avec sa tour, est ancienne. Dans une cheminée, il y avait au XIXe siècle une plaque aux armes de la Famille de la Trémoïlle. 

## Sources et bibliographie
- « Château de l'Aubinière », dans Alphonse-Victor Angot et Ferdinand Gaugain, Dictionnaire historique, topographique et biographique de la Mayenne, Laval, A. Goupil, 1900-1910 [détail des éditions] (BNF 34106789, présentation en ligne)